# Pool-in-Wharfedale
Pool-in-Wharfedale är en ort i civil parish Pool, i distriktet Leeds i grevskapet West Yorkshire i England. Orten är belägen 13 km från Leeds. Orten hade 1 877 invånare år 2020. Byn nämndes i Domedagsboken (Domesday Book) år 1086, och kallades då Pouele.